# Amt für Veröffentlichungen der Europäischen Union

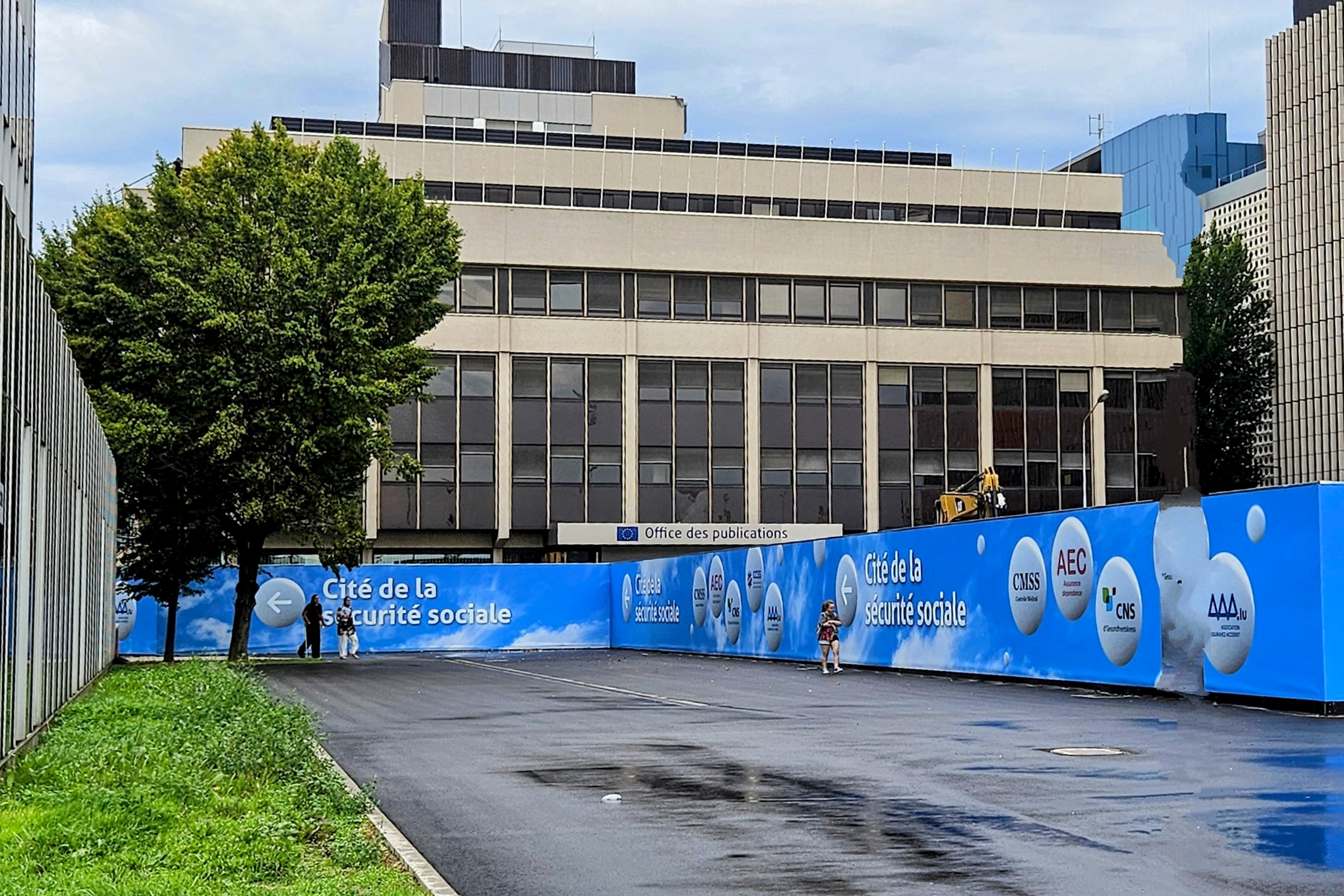
Gebäude des "Office des publications", Amt für Veröffentlichungen der Europäischen Union (2023)

Das Amt für Veröffentlichungen der Europäischen Union (EUR-OP, französisch Office des publications de l'Union européenne, englisch Publications Office of the European Union) ist das Verlagshaus der Institutionen und sonstigen Einrichtungen der Europäischen Union (EU). Das Amt veröffentlicht offizielle Dokumente sowie Material für die Öffentlichkeitsarbeit der EU, gedruckt und online. Dazu betreibt es mehrere Websites.
Das Amt hat den Rang einer Generaldirektion der Europäischen Kommission und ist in Luxemburg angesiedelt. Als eigenständige Einrichtung besteht es seit 1969, hatte aber seit 1952 einen Vorläufer im Veröffentlichungsdienst der Europäischen Gemeinschaft für Kohle und Stahl. Zwischenzeitlich hieß es Amt für amtliche Veröffentlichungen der Europäischen Gemeinschaften.
Das Amt veröffentlicht täglich das Amtsblatt der Europäischen Union in allen Amtssprachen der EU. Zudem bietet es mehrere Online-Dienste mit kostenlosem Zugang zu Informationen über das EU-Recht (EUR-Lex), Veröffentlichungen der EU, öffentliche Aufträge der EU (TED) sowie von der EU geförderte Forschung und Entwicklung (CORDIS).
Geleitet wird das Amt von Hilde Hardeman.
Das EUR-OP versteht sich als ein Verlagshaus, welches verpflichtet ist, seinen Auftraggebern, den Dienststellen der Organe und anderen Einrichtungen der Europäischen Union, und seinen Kunden, den europäischen Bürgern und den an Europa-Fragen Interessierten aus anderen Teilen der Welt, qualitativ hochwertige Leistungen anzubieten.
Das Amt stützt sich rechtlich auf die interinstitutionelle Vereinbarung vom 22. Juli 2000.